# Friedrich Wussow
Friedrich Wussow (* 27. August 1872 in Eberswalde; † 20. Dezember 1934 in Berlin) war ein deutscher Jurist.

## Leben
Wussow wurde als Sohn eines Gendarmen geboren und besuchte das Friedrichs-Gymnasium Berlin. Zu Beginn seines Studiums der Rechtswissenschaften wurde er 1890 Mitglied der Burschenschaft Primislavia Berlin. Nach seinem Examen 1895 wurde er Referendar in Berlin. Im selben Jahr war er Einjährig-Freiwilliger im Kaiser Alexander Garde-Grenadier-Regiment Nr. 1, wo er 1898 auch Leutnant der Reserve wurde. 1897 wurde er in Erlangen zum Dr. jur. promoviert. Ab 1900 war er Assessor in Berlin, ab 1902 Syndikus der Großen Berliner Straßenbahn, deren stellvertretendes Vorstandsmitglied er ab 1908 war. 1911 wurde er ordentliches Vorstandsmitglied und 1912 Generaldirektor. Im Ersten Weltkrieg war er Oberleutnant im mobilen Landsturmbataillon Spandau. Im April 1915 wurde er als Leiter der Ausfuhrkontrolle aus Belgien zum Generalgouverneur in Brüssel kommandiert. Ab Januar 1916 war er als Mitglied des Direktoriums der Zentralen Eisenbahngesellschaft mit der Leitung der Donauschifffahrt beauftragt. Bis 1918 war er auch Mitglied des Zweckverbandes Groß-Berlin und Abgeordneter des Kreistages von Teltow. Nachdem die Straßenbahn an die Stadt Berlin überging, betätigte er sich als Rechtsanwalt und ab 1926 als Notar in Berlin.
Er übte zahlreiche Tätigkeiten aus: Mitglied des Vorläufigen Reichswirtschaftsrates (Vorstandsmitglied, Vorsitzender des Verkehrsausschusses, Mitglied des wirtschaftspolitischen Ausschusses), der Industrie- und Handelskammer Berlin, des Deutschen Industrie- und Handelstages, des Reichseisenbahnrates, des Reichswirtschaftsgerichtes und des Reichskartellgerichts. Er war Präsident des Vereins Deutscher Straßenbahnen, Kleinbahnen und Privateisenbahnen, Erster Vorsitzender des Internationalen Straßen- und Kleinbahnvereins, Vorsitzender der Straßen- und Kleinbahn-Berufsgenossenschaft und der Haftpflichtgenossenschaft Deutscher Straßen- und Kleinbahnen sowie der Zentralarbeitsgemeinschaft des Deutschen Transport- und Verkehrsgewerbes. Er war Mitglied des Aufsichtsrates der Dresdner Bank Berlin, der Allgemeinen Lokalbahn- und Kraftwerke AG Berlin, der AEG Berlin, der Bremer Straßenbahn-AG Bremen, der Allgemeinen Berliner Omnibus AG, der Deutschen Elektrizitätswerke, der Deutschen Gasgesellschaft Berlin, der Turmhaus AG, der Ruhlandwerk AG sowie der Bahneinkauf-Gesellschaft.
Sein Sohn Joachim Wussow war ein Manager.

## Veröffentlichungen
- Die Wirkung der Anerkennung eines nichtigen Testaments von Seiten des berufenen Intestaterben gegenüber dem eingesetzten Erben und dem nachberufenen Intestaterben. Berlin 1898. Dissertation Universität Erlangen 1897.

## Ehrungen
- 1914: Roter Adlerorden IV. Klasse
- Eisernes Kreuz II
- Eiserner Halbmond
- Erinnerungsmedaille

- In Berlin-Neukölln wurde die Wussowstraße nach ihm benannt.